# Anisognathus flavinucha
Anisognathus flavinucha är en fågelart i familjen tangaror inom ordningen tättingar.

## Utbredning och systematik
Fågeln förekommer i Andernas östsluttning i Peru (från östra Cuzco) söderut till södra Bolivia (Chuquisaca). Den betraktas oftast som en underart av blåvingad bergtangara (Compsocoma somptuosa), men urskiljs sedan 2016 som egen art av Birdlife International och IUCN.

## Status
Arten kategoriseras av IUCN som livskraftig.